# Модав
Мода́в (фр. Modave, валлон. Modåve) — коммуна в Валлонии, расположенная в провинции Льеж, округ Юи. Принадлежит Французскому языковому сообществу Бельгии. На площади 40,37 км² проживают 3722 человека (плотность населения — 92 чел./км²), из которых 49,41 % — мужчины и 50,59 % — женщины. Средний годовой доход на душу населения в 2003 году составлял 12 699 евро.
Почтовый код: 4577. Телефонный код: 085.
В пещере Trou Al’Wesse на территории коммуны, из осадочных отложений, где не сохранилось самих костей неандертальцев, генетики выделили неандертальскую мтДНК.